# Johan Hora Adema

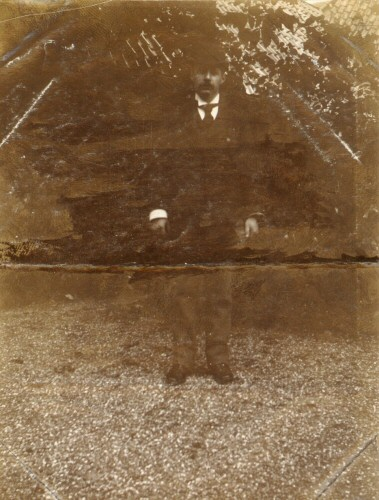
Johan Hora Adema in oktober 1893 aan de Willemskade te Leeuwarden

Johan Hora Adema (Leeuwarden, 24 april 1843 - Velp, 15 maart 1938) was een Nederlands burgemeester. Hij was burgemeester in drie verschillende gemeenten. Daarnaast was Hora Adema kapitein bij de Grenadiers en Jagers. Hij was achtereenvolgens burgemeester van de gemeentes Aalten (1886-1888), Hengelo (1888-1891) en Harlingen (1896-1914). In 1870 trouwde Hora Adema met de Friese Lucia Aurelia Bergsma Fruitier De Talma, met wie hij vier kinderen kreeg.